# Coras angularis
Espèce
Synonymes
- Coras crescentis Muma, 1944

Coras angularis est une espèce d'araignées aranéomorphes de la famille des Agelenidae.

## Distribution
Cette espèce se rencontre aux États-Unis, au Maryland et en Floride, et au Canada, en Ontario,.

## Description
Le mâle holotype mesure 8,55 mm.
La femelle décrite sous le nom Coras crescentis mesure 9,75 mm.

## Systématique et taxinomie
Cette espèce a été décrite sur la base de son holotype, un mâle découvert dans le parc d'État de Swallow Falls. L'espèce Coras crescentis décrite sur la base de son holotype, une femelle découverte dans le parc d'État du mont Dans a été placée en synonymie avec Coras angularis par Muma en 1946.

## Publication originale
- Muma, 1944 : A report on Maryland spiders. American Museum novitates, no 1257, p. 1-14 (texte intégral).